# Orazio Bisio
Orazio Bisio (Vado Ligure, 4 marzo 1898 – Genova, 12 giugno 1962) è stato un calciatore italiano, di ruolo attaccante.

## Carriera
Socio dell'Andrea Doria, debutta come ala sinistra nella squadra genovese nella Coppa Federale 1915-1916; tra il 1919 e il 1924 disputa 66 partite nella massima serie nazionale, tra Prima Categoria e Prima Divisione. Milita nell'Andrea Doria fino al 1927, e poi passa alla Spes Bensa e fino al 1930 all'Alessandro Volta, entrambe di Genova.